# Plettet kongepen
Plettet kongepen (Hypochoeris maculata) er en 30-40 centimeter høj plante i kurvblomst-familien. Den ligner alm. kongepen, men bladene har oftest store brunsorte pletter, de gule blomsterkurve er større (3-4 centimeter i diameter) og også frugtens ydre krans af fnokstråler er fjerformede.

## Udbredelse i Danmark
I Danmark findes plettet kongepen hist og her i Jylland på skrænter og i klitter, mens den er temmelig sjælden i resten af landet. Den blomstrer i juni og juli.